# Lista conților de Hainaut

Blazonul comitatului de Hainaut

Conții de Hainaut au fost conducătorii comitatului de Hainaut, o regiune istorică situată în Țările de Jos (care includ teritoriile statelor actuale Belgia, Olanda, Luxemburg, precum și părți din teritorii ale Franței de nord și vestului Germaniei).

## Lista conților de Hainaut

### Conducători neconfirmați
- Vincent Madelgarus, d. 677.

### Casa lui Reginar
- Reginar I (?-898)
- Sigard (898-908)
- Hagano (?)
- Reginar I (908-915) (restaurat)
- Reginar al II-lea (915-după 932)
- Reginar al III-lea (înainte de 940-958)
- Godefroi I (înainte de 958-964)

Are loc divizarea în comitatele de Mons și de Valenciennes.
Conți de Mons
- Richar (964-973)
- Reginald (973)
- Reginar al IV-lea (973-974)
- Godefroi al II-lea (974-998)
- Reginar al IV-lea (998-1013) (restaurat)
- Reginar al V-lea (1013-1039)
- Herman (1039-1051); prin căsătoria cu Richilde, a obținut Valenciennes în 1045 sau 1049

Conți și margrafi de Valenciennes
- Amalric (964-973)
- Warin (973)
- Reginar al IV-lea (973-974)
- Arnulf (974-988), de asemenea conte de Flandra
- Balduin I (988-1035), de asemenea conte de Flandra
- Balduin al II-lea (1035-1045), de asemenea conte de Flandra

Are loc reunirea dintre Valenciennes și Mons.

### Casa de Flandra
- Balduin I (1051-1070), de asemenea conte de Flandra
- Arnulf I (1070-1071), de asemenea conte de Flandra
- Balduin al II-lea (1071-1098)
- Balduin al III-lea (1098-1120)
- Balduin al IV-lea (1120-1171)
- Balduin al V-lea (1171-1195), de asemenea conte de Flandra
- Balduin al VI-lea (1195-1205), de asemenea conte de Flandra și împărat latin de Constantinopol
- Ioana (1205-1244), de asemenea contesă de Flandra
- Margareta I (1244-1253), de asemenea contesă de Flandra

### Casa d'Avesnes
- Ioan I (1253-1257)

### Casa de Flandra (restaurată)
- Margareta I (1257-1280)

### Casa d'Avesnes (restaurată)
- Ioan al II-lea (1280-1304), de asemenea conte de Olanda
- Guillaume I (1304-1337), de asemenea conte de Olanda
- Guillaume al II-lea (1337-1345), de asemenea conte de Olanda
- Margareta a II-a (1345-1356)
  - împreună cu soțul ei, împăratul Ludovic al IV-lea (d. 1347) și fiul lor Guillaume al III-lea

### Casa de Bavaria(dinastia Wittelsbach)
- Guillaume al III-lea (1345-1388)
  - împreună cu frații săi Ludovic Brandenburgicul, Ludovic Romanul and Otto Bavarezul (1347-1349),
Ștefan al II-lea de Bavaria (1347-1353) și Albert I
- Margaret a revenit în 1350, fiind în opoziție cu fiul său și deținînd Haunaut până în 1356.
- Albert I (1388-1404)
- Guillaume al IV-lea (1404-1417)
- Jacqueline (1417-1432)

### Casa de Burgundia
- Filip I "cel Bun" (1432-1467)
- Carol I "Temerarul" (1467-1477)
- Maria "cea Bogată" (1477-1482)
  - împreună cu soțul ei, împăratul Maximilian I

### Casa de Habsburg
- Filip al II-lea cel Frumos (1482-1506)
- Carol al II-lea (1519-1556), de asemenea împărat al Sfântului Imperiu Roman

Carol al II-lea de Hainaut (Carol Quintul) a proclamat Pragmatica Sancțiune de la 1549, unind pentru totdeauna Hainaut cu celelalte stăpâniri din Țările de Jos într-o uniune personală.
- Filip al III-lea (1556-1598)
- Isabella Clara Eugenia (1598-1621)
  - împreună cu soțul ei, Albert
- Filip al IV-lea (1621-1665)
- Carol al III-lea (1665-1700)

- Carol al IV-lea (1714-1740)
- Maria Terezia (1740-1780)
- Iosif I (1780-1790)
- Leopold (1790-1792)
- Francisc al II-lea (1792-1835)

Titlul a fost abolit de facto în 1795, în condițiile evenimentelor din timpul Revoluției franceze.